# Osiedle Wojciecha Korfantego (Żory)
Osiedle Wojciecha Korfantego – dzielnica (formalnie osiedle) Żor. W tej dzielnicy znajduje się Sąd Rejonowy. Większość Osiedla Wojciecha Korfantego należy do parafii Św. Ap. Filipa i Jakuba w Żorach Śródmieściu natomiast kilka bloków i domków jednorodzinnych z południowo-wschodniej części osiedla należy do parafii Miłosierdzia Bożego na sąsiednim Osiedlu Władysława Sikorskiego.

## Historia
Przed 1970 rokiem teren obecnego osiedla zajmowały tereny rolne. Wraz z rozwojem miasta Żory rozpoczęto tu budowę bloków mieszkalnych. Pierwsza jego nazwa była na cześć Wincentego Pstrowskiego. Jednak wraz z końcem PRL-u w Polsce zaraz po roku 1989 zmieniono patrona osiedla na Wojciecha Korfantego.

## Handel
W południowej części osiedla istnieje otwarty w 2006 roku hipermarket budowlano-dekoracyjny Castorama. W planach jest również budowa centrum rozrywkowo-handlowego pomiędzy ulicami Jana Pawła II, Nową, Sądową i Centralną, w którym ma mieścić się multipleks, sklepy, punkty gastronomiczne i Biblioteka Centralna itd.

## Położenie
Osiedle leży na południe od Śródmieścia. Od zachodu sąsiaduje z osiedlem Księcia Władysława, od wschodu z dzielnicą Kleszczów, a od południa z osiedlem Sikorskiego. Dzielnicę Korfantego przecina z północy na południe na dwie części ulica Osińska.

## Edukacja
Na terenie tej części miasta znajduje się szkoła podstawowa numer 16 imienia Marii Konopnickiej. Na osiedlu znajduje się również publiczne Przedszkole nr 22.

## Ludność
| Rok  | Liczba mieszkańców |
| ---- | ------------------ |
| 1994 | 5716               |
| 1996 | 5403               |
| 1998 | 5296               |
| 2000 | 5601               |
| 2002 | 5387               |
| 2004 | 5237               |

Źródło statystyki:
W przyszłości na osiedlu ma powstać:
- centrum rozrywkowo-handlowe
- budynki mieszkalne obejmujące niezagospodarowany teren na zachodnim krańcu dzielnicy.